# AMD Security Processor

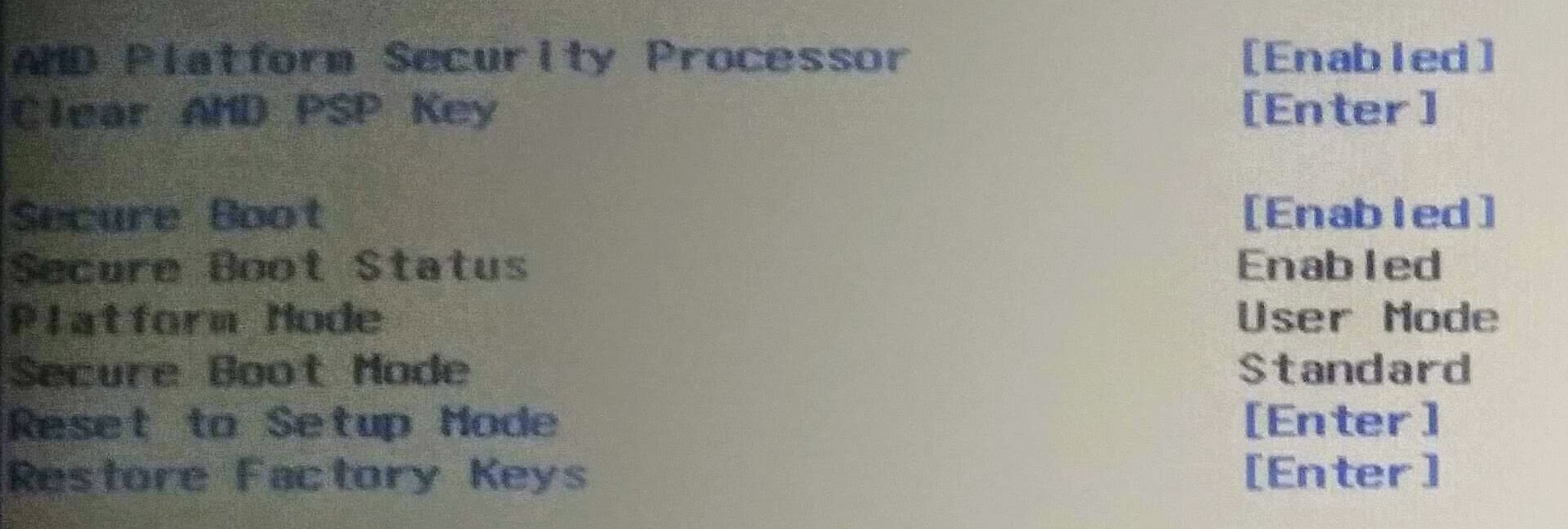
UEFI-Einstellung

Der AMD Platform Security Processor (PSP), offiziell bekannt als AMD Secure Technology, ist ein Trusted Execution Environment Subsystem, das seit ca. 2013 in AMD Mikroprozessoren eingebaut ist. Einer AMD-Entwicklungsanleitung zufolge ist das Subsystem verantwortlich für das Erstellen, Überwachen und Warten der Sicherheitsumgebung und dessen Funktionen beinhalten das Verwalten des Bootprozesses, die Initialisierung diverser Sicherheitsmechanismen und die Überwachung des Systems nach verdächtigen Aktivitäten oder Ereignissen und ist die angemessene Antwort hierzu.
Kritiker sind besorgt es handle sich um eine Backdoor und stelle ein Sicherheitsrisiko dar. AMD hat Anfragen zur Offenlegung des Quelltextes der Firmware, die auf den PSPs ausgeführt wird, abgewiesen.
Das PSP-System gleicht der Intel Active Management Technology für Intel-Prozessoren. Der PSP selbst ist ein ARM-Prozessorkern, welcher auf dem CPU-Die integriert ist.

## Geschichte
September 2017 wies der Google-Sicherheitsforscher Cfir Cohen auf eine Schwachstelle in AMDs PSP-Subsystem hin, die einen Angreifer Passwörter, Zertifikate und andere sensible Informationen abgreifen lassen könnte. Es gab das Gerücht, dass ein Patch den Anbietern im Dezember 2017 bereitgestellt wird.
Im März 2018 wurde eine Handvoll angeblicher schwerwiegender Mängel bei AMDs Zen-Architektur-CPUs (Epyc, Ryzen, Ryzen Pro, und Ryzen Mobile) von einer israelischen IT-Security-Firma in Bezug auf den PSP angekündigt, die es erlauben könnte Malware auszuführen und Zugriff auf sensible Informationen zu bekommen. AMD hat Firmwareaktualisierungen angekündigt um diese Mängel zu beheben.
Während es Behauptungen gab, dass die Mängel der Marktmanipulierung dienten und die Vertrauenswürdigkeit der Publikation infrage gestellt wurde, wurde ihre Gültigkeit von einem technischen Standpunkt von unabhängigen, von der Publikation beauftragten Sicherheitsexperten bestätigt, die die Offenlegungen überprüften.